# أوروش فيدوفيتش
أوروش فيدوفيتش هو لاعب كرة قدم صربي في مركز الوسط، ولد في 9 يونيو 1994 في كراغوييفاتس في صربيا. لعب مع رادنيتشكي 1923 ‏.

## وصلات خارجية
- أوروش فيدوفيتش على موقع قاعدة بيانات كرة القدم.إي يو (الإنجليزية)
- أوروش فيدوفيتش على موقع Soccerway.com (الإنجليزية)